# Haus Zúñiga

Wappen des Hauses Zúñiga.

Das Haus Zúñiga ist ein spanisches Adelsgeschlecht, abstammend von den Königen Navarras aus dem Hause Pireneica (Pyrenäen), das den Namen seiner Herrschaft als Eigennamen übernahm. Seine herausragenden Mitglieder zeichneten sich im Dienste der spanischen Krone in Europa und Amerika als Vizekönige, Statthalter, hohe Militärs, Diplomaten, Würdenträger der katholischen Kirche und Schriftsteller aus. Als spanische Granden wurden dem II. Herzog von Béjar und Plasencia sowie dem III. Graf von Miranda del Castañar von Karl V., Kaiser des Heiligen Römischen Reiches und als Carlos I. spanischer König, die Grandezza Inmemorial (Inmemorial bedeutet in diesem Zusammenhang: so alt, dass keine Erinnerung mehr über den Beginn der Grandezza vorhanden ist) im Jahre 1520 verliehen. Acht Mitglieder des Hauses Zúñiga wurden durch Kaiser Karl V. und die ihm nachfolgenden spanischen Könige, als souveräne Oberhäupter des Ordens vom Goldenen Vlies, in den Orden aufgenommen.

## Ursprung und Wurzeln

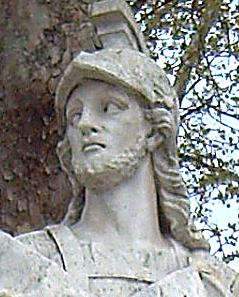
Iñigo Arista, König von Pamplona

Der Ursprung des Adelsgeschlechts Zúñiga liegt in Navarra, Baskenland. Es stammt in direkter männlicher Linie von Eneko Ximenez Aritza („die Eiche von Euskera“), der Anfang des 8. Jahrhunderts lebte, ab. Die Ennecos waren bereits bekannt in der römischen Zeit. Eneko Ximenez Aritza war Führer der Basken aus der Gascogne und aus dem Königreich Pamplona und bekämpfte die islamisch-maurische Herrschaft im Baskenland. Im Jahre 733 wurde er von Karl Martell zum „Comes Pampilonae“ in Anerkennung für seine Hilfe bei den Kämpfen gegen die Mauren ernannt. Sein Ururenkel Iñigo Arista wurde erster König von Pamplona (824–852), aus dem später das Königreich Navarra hervorginge. Der Stamm des Adelsgeschlechts Zúñiga leitet sich auf zweifache Weise von den Königen Navarras, aus dem Hause Pireneica (Pyrenäen), her: in erster Linie von Prinz Lope Fortunes, Sohn des Königs Fortún Garcés, „der Mönch“ (882–905), und in zweiter Linie von Prinz Alonso, Sohn des Königs García IV. Ramírez, „der Restaurator“ (1134–1150).
Sancho Iñiguez war alférez mayor (erbliches Hofamt, durch den Hochadel geleistet, Bannerträger und hoher Offizier) des Königs von Aragon und Navarra Alfons I. Sánchez „der Kämpfer“. Sancho Iñíguez war Herr über die Landgüter, Burg und Tal von Stunica (heute Zúñiga/Estunega), Distrikt von Estella (Navarra). Er war der Erste des Adelsgeschlechtes, der sich Anfang des 12. Jahrhunderts Sancho Iñiguez de Stunica nannte.

### Hispanisierung des Namens des Adelsgeschlechtes
Seine Mitglieder nannten sich im Mittelalter entweder Estunega, Estuniga, Astunica, Stunica, Estúñiga oder Stúñiga. Álvaro de Zúñiga y Guzmán 1. Herzog von Béjar und Plasencia, Chef des Hauses Stunica/Estúñiga gab dem Namen die hispanisierte Form Zúñiga, nach der Unterschreibung des Versöhnungspaktes mit der Königin von Kastilien und Leon Isabella I „die Katholische“, am 10. April 1476.

## Wappen

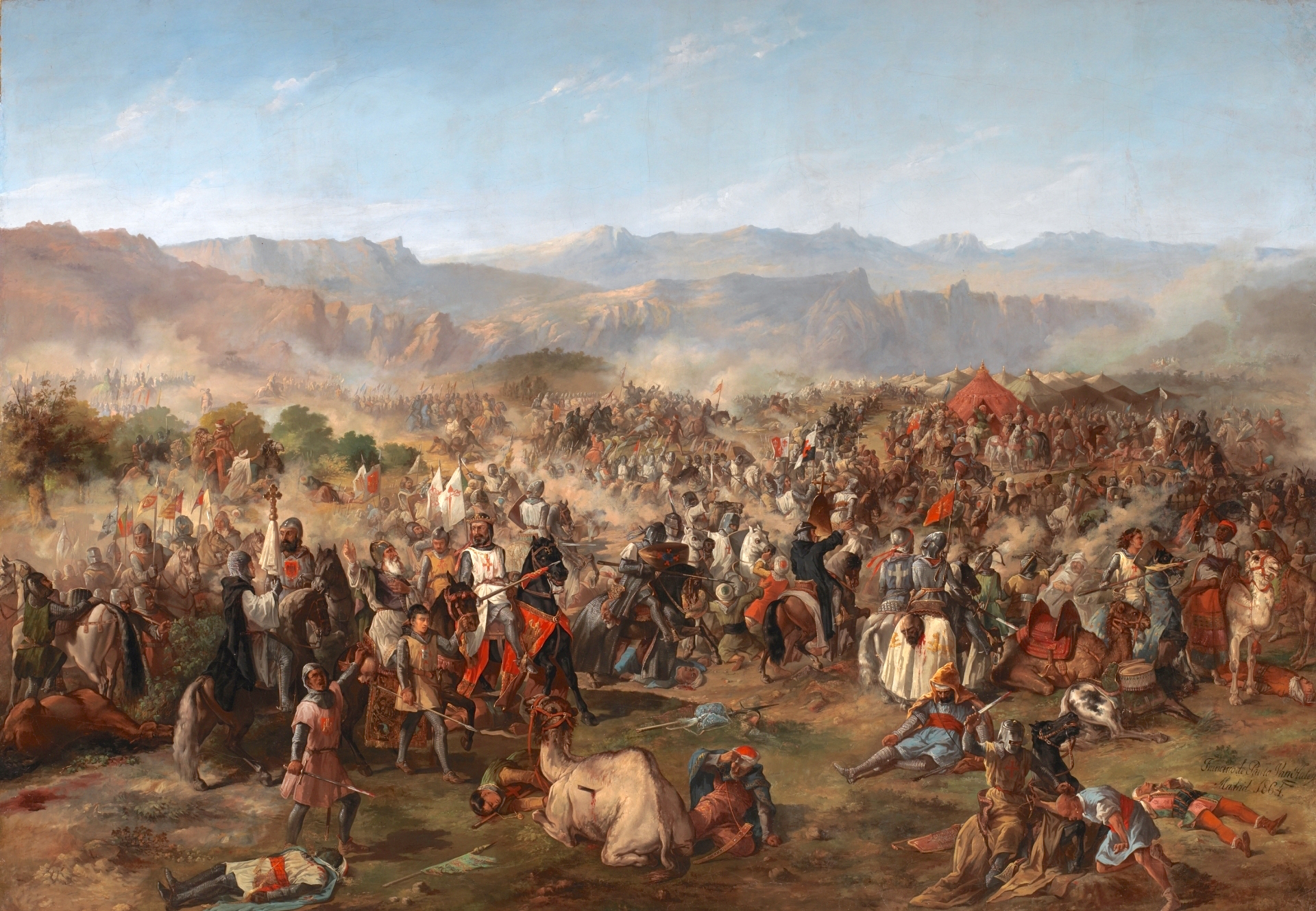
Schlacht von Navas de Tolosa
Historienbild aus dem 19. Jahrhundert

Amtliches Wappen von Navarra.

Wappen des Herzogs von Béjar, Haus Zúñiga.

Das Wappen des Adelsgeschlechtes Zúñiga war ursprünglich: im roten Feld, ein Band in Gold. Der König von Navarra Sancho VII. „der Starke“ stürmte in der Schlacht bei Las Navas de Tolosa (16. Juli 1212) mit seinen Rittern aus Navarra die Einzäunung, gebildet durch die „Schwarze Garde“, die angekettet den menschlichen Verteidigungswall des Almohaden-Kalifen Muhammed al-Nasir, bekannt als Miramamolin, bildete. Im feierlichen Gedenken dieses Sieges änderte er sein Wappen, das vorher einen schwarzen Adler („arrano beltza“ en Euskera) zeigte. Er führte nun auf rotem Feld eine Kette mit acht Gliedern in Gold (Gelb) als Borde und einen Smaragd im Zentrum. Die Kette stellt die, durch die „Schwarze Garde“ gebildete, Einzäunung dar, und der Smaragd dient als Symbol des Kalifen, bekannt durch den Beinamen „der Grüne“.
Sein Vetter Iñigo Ortiz de Stunica, 2. Graf von Marañón, Herr über Stunica, Mendavía und andere Herrschaften, der mit seinem Sohn Diego López de Stunica, an dem Angriff auf die Einzäunung der Schwarzen Garde teilnahm, fügte seinem Wappen eine Kette mit acht Gliedern in Gold als Borde zu.
Weiterhin werden folgende Ritter aus Navarra, die an dem Angriff auf die Einzäunung teilnahmen und ebenfalls eine Kette aus Gold ihren Wappen hinzufügten, genannt: Ramón de Peralta, Rodrigo Navarro, Ortun Diaz Urbina, Pedro de Maza, Iñigo de Mendoza.
Der Sohn von Iñigo Ortiz de Stunica, Diego López de Stunica, änderte erneut das Wappen des Adelsgeschlechtes Zúñiga im Jahre 1270, im Zeichen seiner tiefen Trauer durch den Tod der Könige Heilige Ludwig IX. von Frankreich und Theobald II. von Navarra, die alle drei am 8. Kreuzzug, ausgerufen durch Clemens IV., teilnahmen. Das Wappen des Adelsgeschlechtes Zúñiga ist seitdem: Feld in Silber (Weiß), ein Band in Schwarz und eine Kette mit acht Gliedern in Gold als Borde.

## Zweige des Adelsgeschlechtes
Der Bürgerkrieg, der im Jahr 1274 in Navarra ausbrach, wurde verursacht durch den Streit über die Vormundschaft während der Minderjährigkeit der Königin Johanna I. von Navarra und deren, durch die Königinmutter Blanche d’Artois, die Nichte Ludwigs IX. „des Heiligen“ von Frankreich, vereinbarten Heirat mit dem Dauphin von Frankreich, dem späteren König Philipp IV. von Frankreich. Diese Heirat bewirkte de facto die Einverleibung des Königreichs Navarra durch die Französische Krone. Iñigo Ortiz de Stunica (1255–1315), Herr über Stunica, Mendavía und andere Herrschaften, alférez mayor von Navarra, lehnte die Unterstützung der Königinmutter ab; er verließ Navarra Ende des Jahres 1274 und suchte mit seiner Familie ein Refugium in La Rioja (damals dem Königreich Kastilien zugehörend). Die Herrschaft über Stunica wurde im Jahr 1276 durch die Krone von Navarra einverleibt. Der König von Kastilien und Leon Alfonso X. „der Weise“ erkannte ihn als ricohombre (dem mächtigen Adel von Kastilien zugehörend) an, und übergab ihm die Herrschaften von Las Cuevas, Bañares und andere in La Rioja gelegene. Iñigo ist der Vorfahr der nachfolgenden Zweige:
- Von Fortun Ortiz de Stunica, Sohn von Iñigo, der in das Baskenland zurückkehrte, stammen die Zweige gelegen in Guipúzcoa, Álava y Navarra.
- Von Lope Díaz de Stunica, Enkel von Iñigo, stammen die Zweige der Herren von Azafra, Montalbo, Grafen von Hervias in La Rioja.
- Von Lope Ortiz de Stunica, zweiter Enkel von Iñigo, stammen die Zweige gelegen in Andalucía.
- Von Fernán López de Stunica, zweiter Enkel von de Iñigo, stammen die Zweige gelegen in Guadalajara.
- Von Diego López de Estúñiga, dritter Enkel von Iñigo, bedeutende Persönlichkeit des Hauses Zúñiga, Herr von Zúñiga, Mendavía, Las Cuevas, Bañares, Béjar, Curiel und andere Herrschaften, ist der Vorfahr der nachfolgenden Zweige:
  - Von seinem Erstgeborenen Pedro stammen die Zweige der Herzöge von Béjar und Plasencia, verzweigt in die Zweige der Grafen von Miranda del Castañar, Herzöge von Peñaranda de Duero, Markgrafschaften von La Bañeza und von Benavente, sowohl auch die Zweige der Herzöge von Arión, Markgrafschaften von Ayamonte, Mirabel, Aguilafuente, Villamanrique, Gibraleón, Valero, Alenquer, Villora.
  - Von Diego stammen die Zweige der Grafen von Monterrey, Markgrafschaften von Eliche,  Monasterio, Tarazona, Herzöge von Medina de las Torres, sowohl auch die Zweige der Grafen von Pedrosa del Rey und der Markgrafschaft von Baides.
  - Von Iñigo stammen die Zweige der Grafen von Nieva de Cameros.
  - Von Gonzalo stammen die Zweige der Markgrafschaft von Valencina.
  - Von Pedro Diego stammen die Zweige der Markgrafschaft von Flores Dávila.

## Erbliche Titel und erbliche Ämter
Der Erstgeborenen-Zweig der Herzöge von Béjar und Plasencia erhielten den erblichen Titel Erste Ritter des Königreiches und die erblichen Ämter von Justicia Mayor y Alguacil Mayor de Castilla (Ämter, die durch den hohen Adel geleistet wurden und die Dienste von Justiz- und Innenminister beinhalteten).

## Grandezza Inmemorial
In den Reichen der Krone von Kastilien und León Anfang des 15. Jahrhunderts lebten fünfzehn mächtige Familien, bekannt als Ricohombres und Granden von Kastilien und León. Das Haus von Diego López de Estúñiga war eines von ihnen. Der König von Spanien, Carlos I. reorganisierte 1520, dem Jahr seiner Krönung, in Aachen als Karl V. Kaiser des Heiligen Römischen Reiches die Titel der spanischen Reiche und schuf fünfundzwanzig Grandezzas, bekannt als Grandezza Inmemorial. Das Haus Zúñiga erhielt zwei dieser Titel: den einen für den Herzog von Béjar und den anderen für den Grafen von Miranda del Castañar, der später im Jahre 1608 an den Herzog von Peñaranda de Duero überging.

## Ritterorden
Mitglieder des Geschlechtes Zúñiga bewiesen ihre Adelsherkunft in verschiedenen Epochen und dienten in den bekanntesten Ritterorden: im Orden von Santiago, im Orden von Calatrava, im Orden von Alcántara, im Orden der Johanniter, wie auch im Orden von Karl III.

## Herausragende Mitglieder des Hauses Zúñiga

### Mitglieder des Ordens vom Goldenen Vlies

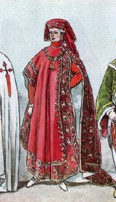
Ritter des Ordens vom Goldenen Vlies im Ordensgewand

Heraldisches Collier des Ordens vom Goldenen Vlies

Der spanische König Carlos I. und Herzog von Burgund, danach Kaiser des Heiligen Römischen Reiches Karl V., Souveränes Oberhaupt des Ordens vom Goldenen Vlies wählte die nachfolgenden Mitglieder des Hauses Zúñiga für den Orden aus und kleidete sie mit Ordensgewand und Collier:
- Álvaro II de Zúñiga y Guzmán, (1460–1531) II. Herzog von Béjar und Plasencia, Grande, I. Marquis von Gibraleón, III. Graf von Bañares, Justicia Mayor und Alguacil Mayor de Castilla, Mitglied des Ministerrates, aufgenommen auf dem Kapitel des Ordens, zelebriert in der Kathedrale von Barcelona, vom 2. zum 4. März 1519.[30]
- Francisco de Zúñiga Avellaneda y Velasco, (1475–1536) III. Graf von Miranda del Castañar, Grande, Vizekönig von Navarra, Mayordomo Mayor (durch den hohen Adel geleistetes Hofamt, der die Dienste Chef der Königsresidenz, des Hofzeremoniells und Administration des Reichspatrimoniums umfasste) der Kaiserin Isabel, Mitglied des Ministerrates, aufgenommen auf dem Kapitel des Ordens, zelebriert in der Kathedrale von Tournai vom 3. zum 5. Dezember 1531.[31]

Durch die Nachfolgenden Könige von Spanien, souveränes Oberhaupt des Ordens vom Goldenen Vlies, wurden gewählt und mit dem Ordensgewand bekleidet:
- Alonso Diego López de Zúñiga y Sotomayor, (1578–1619) VI. Herzog von Béjar und Plasencia, Grande, VII. Marquis von Gibraleón, X. Graf von Belalcázar, VII. Graf von Bañares, X. Viscount von Puebla de Alcocer, diente den spanischen Königen Philipp II. und Philipp III. in Friedens- und in Kriegszeiten mit Soldaten auf eigene Kosten zur Verteidigung der Grenze zu Portugal und für die Expedition nach La Mármora, Marokko, aufgenommen am 2. Januar 1610.[33]
- Francisco Diego López de Zúñiga Guzmán y Sotomayor, (1596–1636) VII. Herzog von Béjar und Plasencia, Grande, VIII. Marquis von Gibraleón, XI. Graf von Belalcázar, VIII. von Bañares, XI. Viscount von Puebla de Alcocer, versorgte den Kardinalinfanten Ferdinand mit zweitausendfünfhundert Soldaten auf eigene Kosten, Generalkapitän der Grenzen von Kastilien, aufgenommen am 11. Juni 1621.[34]
- Alonso Diego López de Zúñiga Guzmán Sotomayor y Mendoza, (1621–1660) VIII. Herzog von Béjar und Plasencia, Grande, IV. Herzog von Mandas und Villanueva, IX. Marquis von Gibraleón, IV. von Terranova, XII. Graf von Belalcázar, IX. von Bañares, XII. Viscount von Puebla de Alcocer, Generalkapitän der Grenzen von Kastilien, Extremadura und der andalusischen Küste, während seines Kommandos diente er mit Soldaten auf eigene Kosten und errichtete mehrere Festungen, aufgenommen am 4. August 1656.[35]
- Manuel Diego López de Zúñiga y Sotomayor, (1657–1686) X. Herzog von Béjar und Plasencia, Grande, VI. Herzog von Mandas und Villanueva, XI. Marquis von Gibraleón, VI. von Terranova, XIV. Graf von Belalcázar, XI. von Bañares, XIV. Viscount von Puebla de Alcocer. Im Alter von elf Jahren begann er als Pikenträger in Flandern und wurde in diesem Alter am 2. Mai 1668 in den Orden aufgenommen. Später wurde er Maestre de Campo (ranghoher Offiziersgrad in der Armee). Er war ein berühmter Soldat und diente für die spanische Krone in Flandern. Im Jahre 1686 nahm er, mit 29 Jahren, als Freiwilliger an der Rückeroberung von Buda, Ungarn, von den Türken teil, und fiel während eines Angriffs auf die Wälle der Festung.[36]
- Juan Manuel Diego López de Zúñiga y Sotomayor, (1680–1747) XI. Herzog von Béjar und Plasencia, Grande, VII. Herzog von Mandas und Villanueva, XII. Marquis von Gibraleón, VII. von Terranova, XV. Graf von Belalcázar, XII. von Bañares, XV. Viscount von Puebla de Alcocer. Er wurde als Ritter des Ordens im Alter von sechs Jahren am 29. August 1686 gewählt, in dankbarer Erinnerung an die Taten und den heroischen Tod seines Vaters, des X. Herzogs von Béjar, gefallen bei der Belagerung von Buda. Mayordomo Mayor des Prinzen von Asturias Fernando VI., aufgenommen am 9. Februar 1700.[37]
- Joaquín Diego López de Zúñiga Sotomayor Castro y Portugal, (1715–1777) XII. Herzog von Béjar und Plasencia, Grande, VIII. Herzog von Mandas und Villanueva, XIII. Marquis von Gibraleón, VIII. von Terranova, X. von Sarria, XVI. Graf von Belalcázar, XIII. von Lemos, IX. von Andrade, XI. von Villalba, XIII. von Bañares, XVI. Viscount von Puebla de Alcocer, sumiller de corps (Chef diverser Büros und Ministerien am Königshof), Ayo (beauftragt mit der Obhut und Erziehung) des kleinen Prinzen und später Mayordomo Mayor des Prinzen von Asturias Karl IV., aufgenommen am 19. April 1750.[38]

### Andere historische und berühmte Mitglieder
- Diego López de Estúñiga, (1350–1417) Herr über Béjar, Zúñiga, Mendavía, Curiel etc. Mit-Gouverneur von Kastilien und  León während der Minderjährigkeit der Könige von Kastilien Heinrich III. und Johann II.
- Pedro de Estúñiga y Leiva, (1384–1453) I. Graf von Plasencia, Justicia Mayor y Alguacil Mayor von Kastilien, Bürgermeister von Sevilla, berühmter Ritter, der viele Schlachten mit seinen Kriegern in den Kriegen der Reconquista gegen die Mauren lieferte.
- Gonzalo de Estúñiga y Leiva, (1390–1457) Bischof von Plasencia und Jaén, ruhmreicher und feuriger Krieger in den Kriegen der Reconquista.
- Álvaro de Zúñiga y Guzmán, (1410–1488) I. Herzog von Béjar und Plasencia, Justicia Mayor y Alguacil Mayor von Kastilien. Erster Ritter des Königreiches.
- Diego López de Zúñiga y Guzmán, (1415–1479) I. Graf von Miranda del Castañar, Condestable  (Oberfeldherr) von Kastilien.
- Pedro de Zúñiga y Manrique de Lara, (1430–1484) II. Graf von Bañares, I. Graf von Ayamonte, Generalkapitän von Andalusien.
- Pedro de Zúñiga y Avellaneda, (1448–1492) II. Graf von Miranda del Castañar, Mitglied des Ministerrats der Königin Isabel I. von Kastilien und León „die Katholische“, Marschall von Kastilien.
- Juan de Zúñiga y Pimentel, (1459–1504) Großkomtur des Ordens von Alcántara, Erzbischof von Sevilla, Kardinal von Spanien.
- Álvaro II de Zúñiga y Guzmán, (1460–1531) II. Herzog von Béjar und Plasencia, Mitglied des Ministerrates des Kaisers Karl V.
- Leonor de Zúñiga y Guzmán, (1472–1522) III. Herzogin von Medina Sidonia, verteidigte die Erbfolgerechte ihrer Kinder gegen die bewaffnete Macht des II. Grafen von Ureña, half ihrem Bruder Antonio de Zúñiga y Guzmán in den Kriegen gegen die Comuneros von Andalusien.
- Fadrique de Zúñiga y Sotomayor, (1475–1537) I. Marquis von Mirabel, Autor von Libro de Cetrería de Caza de Azor.
- Francisco de Zúñiga Avellaneda y Velasco, (1475–1536) III. Graf von Miranda del Castañar, Vizekönig von Navarra, Mitglied des Ministerrates des Kaisers Karl V.
- Antonio de Zúñiga y Guzmán, (1480–1533) Prior von Kastilien im Johanniterorden, General der Kaiserlichen Armee im Krieg gegen die Comuneros, Vizekönig von Katalonien.
- Juan de Zúñiga Avellaneda y Velasco, (1488–1546) Kapitän der Kaisergarde des Kaisers Karl V., Komtur Mayor von Kastilien der Orden von Santiago, Ayo und Jahre später Privater Berater des Prinzen Philipp II., Mitglied des Ministerrates.
- Iñigo de Zúñiga Avellaneda y Velasco, (1489–1537) Bischof von Coria und Burgos, Erzbischof von Toledo, Kardinal von Spanien,  Botschafter des Kaisers Karl V. in England.
- Pedro de Ávila y Zúñiga, (1489–1579) III. Graf vom Risco, I. Marquis von las Navas, Botschafter des Kaisers Karl V. in England, Mitglied des Ministerrates.
- Diego López de Zúñiga Avellaneda y Velasco, (1470–1531) Kleriker, Theologe, bekannter Schriftsteller, Mitarbeiter an der Complutensische Polyglotte.
- Alonso Francisco de Zúñiga y Sotomayor, (1498–1544) V. Graf von Belalcázar, III. Herzog von Béjar und Plasencia, Mitglied des Ministerrates des Kaisers Karl V.
- Alonso de Zúñiga y Acevedo Fonseca, (1500–1559) III. Graf von Monterrey, Erbauer des Palastes von Monterrey in Salamanca.
- Diego López de Zúñiga y Velasco, (1500–1564) IV. Graf von Nieva de Cameros, Gouverneur von Galicien, Vizekönig und Generalkapitän von Peru.
- Teresa de Zúñiga y Manrique de Castro, (1502–1565) III. Herzogin von Béjar und Plasencia.
- Luis de Ávila y Zúñiga, (1504–1573) Komtur des Ordens von Alcántara, Autor von „Comentario a la guerra de Alemania“.
- Gaspar de Zúñiga y Avellaneda, (1507–1571) Bischof von Segovia, Erzbischof von Santiago de Compostela  und von Sevilla, Kardinal von Spanien.
- Antonio de Zúñiga y Sotomayor, (1524–1583) III. Marquis von Ayamonte, Botschafter des Kaisers Karl V. in Augsburg, Gouverneur von Mailand.
- Diego de Zúñiga y Benavides, (1525–1577) Botschafter in Paris.
- Luis de Requeséns y Zúñiga, (1528–1576) Baron von Martorell und Castell-Vell, Botschafter in Rom, Gouverneur von Mailand und Statthalter der Niederlande.
- Alonso de Ercilla y Zúñiga, (1533–1594) Autor von „La Araucana“.
- Juan de Zúñiga y Requeséns, (1539–1586) Botschafter in Rom, Vizekönig und Generalkapitän in Neapel, Präsident des Ministerrates.
- Álvaro Manrique de Zúñiga y Sotomayor, (1540–1590) I. Marquis von Villamanrique, Vizekönig und Generalkapitän von Nueva España (Mexiko).
- Juan de Zúñiga Avellaneda y Bazán, (1541–1608) I. Herzog von Peñaranda de Duero, Vizekönig und Generalkapitän von Katalonien, Vizekönig und Generalkapitän von Neapel, Präsident des Ministerrates.
- María Pimentel de Fonseca y Zúñiga, (1549–1594) Ehefrau von Enrique de Guzmán, II. Graf von Olivares, Vizekönig und Generalkapitän von Neapel und Sizilien, Gründerin frommer Stiftungen in Neapel.
- Gaspar de Zúñiga y Acevedo, (1560–1606) V. Graf von Monterrey, Vizekönig und Generalkapitän von Nueva España (Mexiko), Vizekönig und Generalkapitän von Peru.
- Pedro de Zúñiga y Cabeza de Vaca, (1560–1631) I. Marquis von Flores Dávila, Botschafter in England.
- Baltasar de Zúñiga y Velasco, (1561–1622) Botschafter in Prag, Premierminister des Königs Philipp IV.
- Pedro de Zúñiga y Velasco, (1580–1622) Augustinermönch, Märtyrer in Japan, Heiliger der römisch-katholischen Kirche.
- Antonio de Ávila y Zúñiga, (1580–1647) III. Marquis von Mirabel, Botschafter in England.
- Inés de Zúñiga y Velasco, (1584–1647) Ehefrau des Conde-Duque de Olivares, Gaspar de Guzmán y Pimentel (Premierminister des Königs Philipp IV.), durch den bekannten spanischen Schriftsteller Benito Pérez Galdós in seinem Werk „Doña Perfecta“ unsterblich gemacht.
- Manuel de Zúñiga Acevedo y Fonseca, (1586–1653) VI. Graf von Monterrey, Botschafter in Rom, Vizekönig und Generalkapitän von Neapel.
- Francisco López de Zúñiga y Meneses, (1599–1656) IV. Marquis von Baides, Gouverneur und Generalkapitän von Chile.
- Pedro de Zúñiga y Enríquez, (1615–1669) IV. Marquis von Aguilafuente, Gouverneur von Galicien.
- Diego Ortiz de Zúñiga, (1633–1680) Historiker, Schriftsteller, Autor von „Discurso Genealógico de los Ortices de Sevilla“ und von „Annales Eclesiásticos y Seculares de la Muy Noble y Muy Leal Ciudad de Sevilla...desde el año de 1246...hasta el de 1671...“
- Baltasar de Zúñiga y Guzmán, (1658–1727) I. Herzog von Arión, II. Marquis von Valero, Vizekönig und Generalkapitän von Nueva España (Mexiko).

## Patrimonial-Erbe

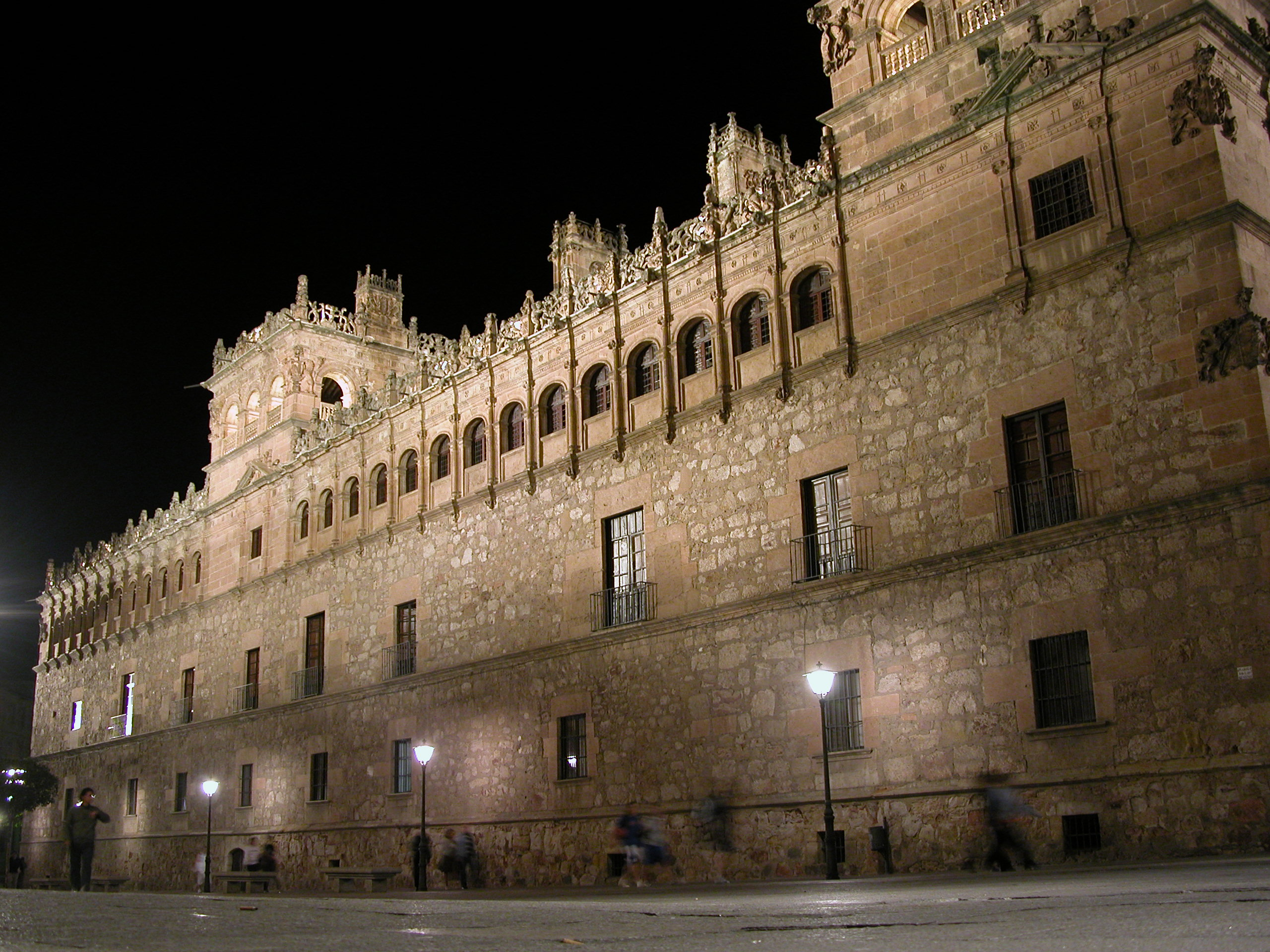
Palast von Monterrey in Salamanca

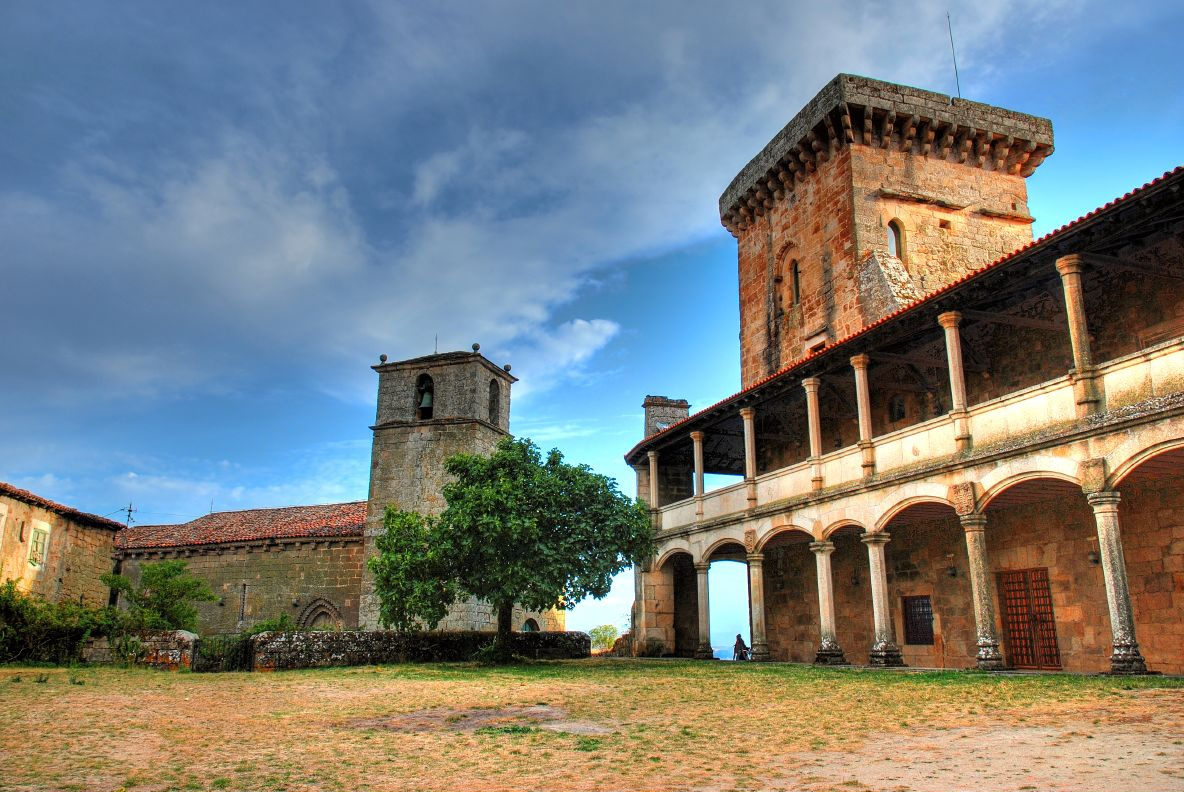
Burgfestung von Monterrey in Verin

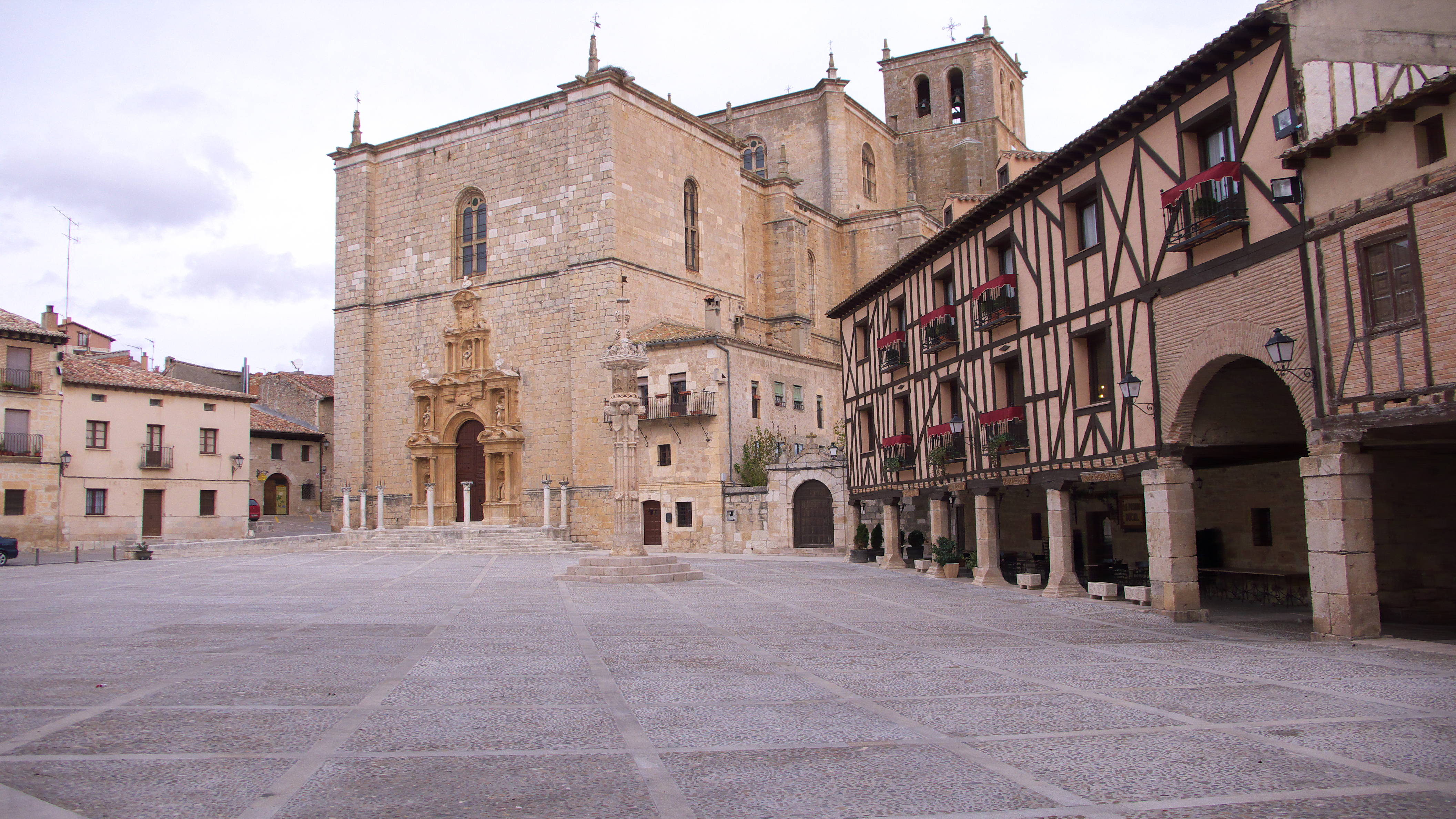
Plaza Mayor mit Justiz-Säule des Grafen von Miranda in Peñaranda de Duero

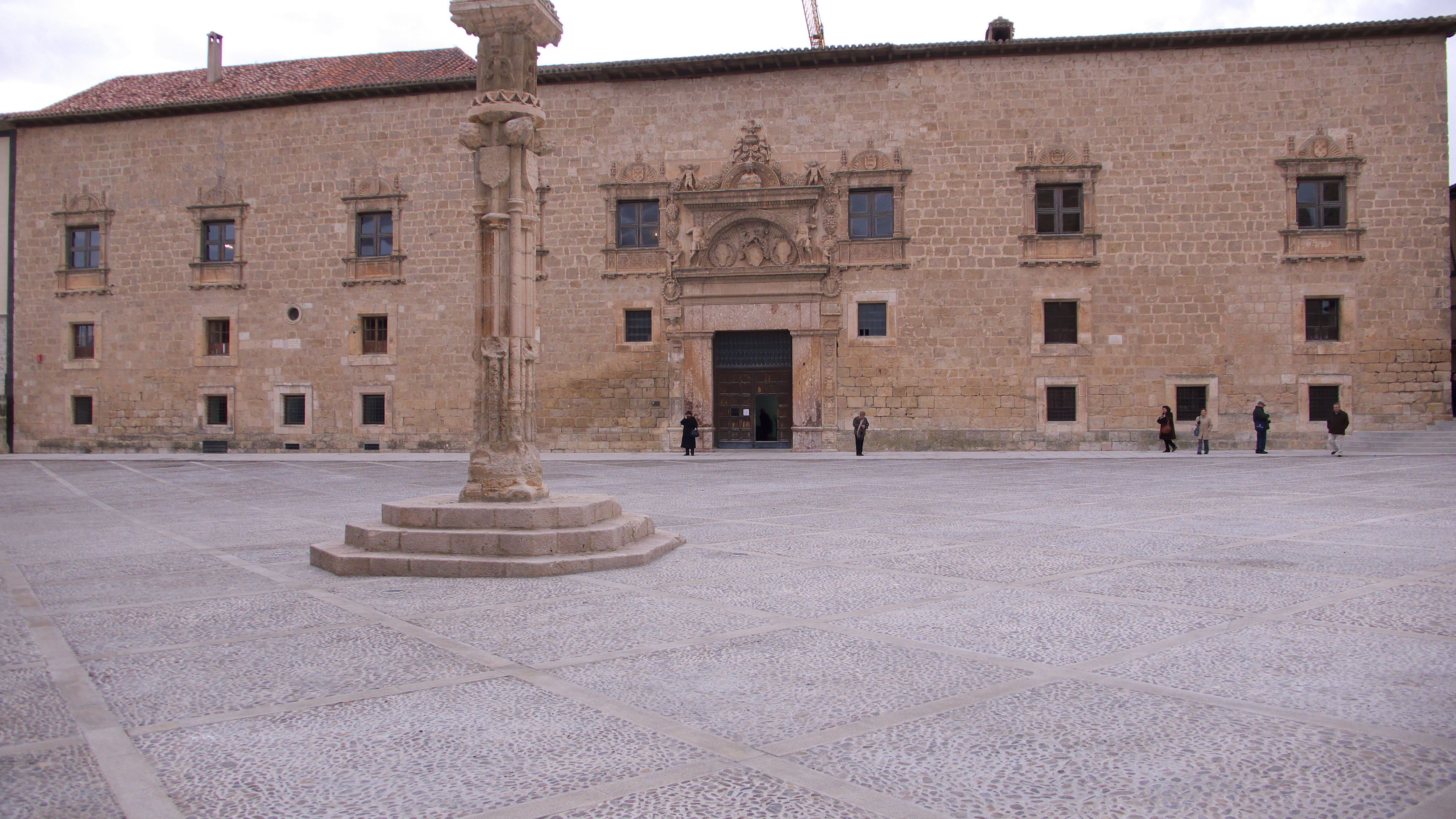
Palast des Grafen von Miranda in Peñaranda de Duero

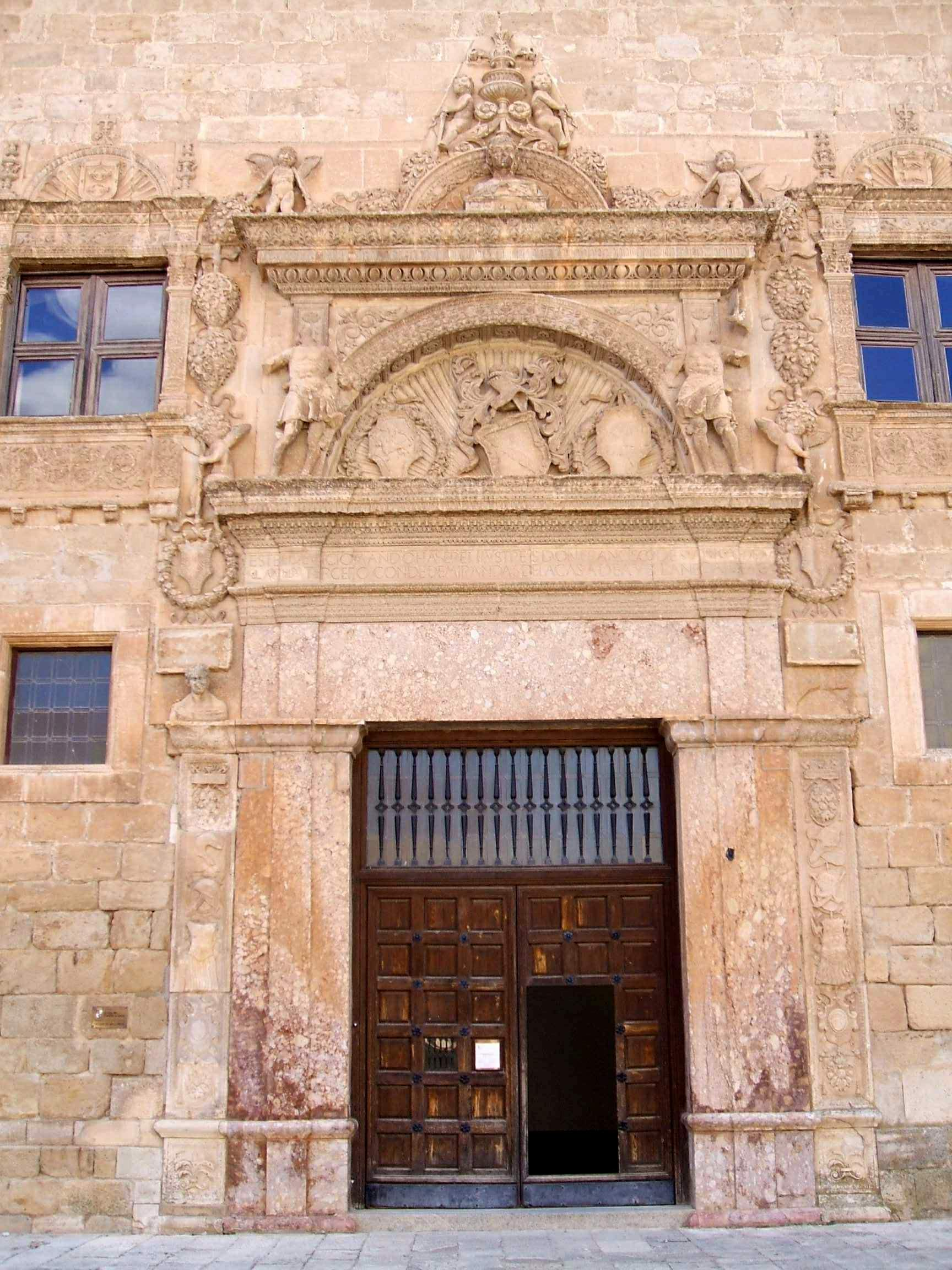
Palast von Peñaranda de Duero

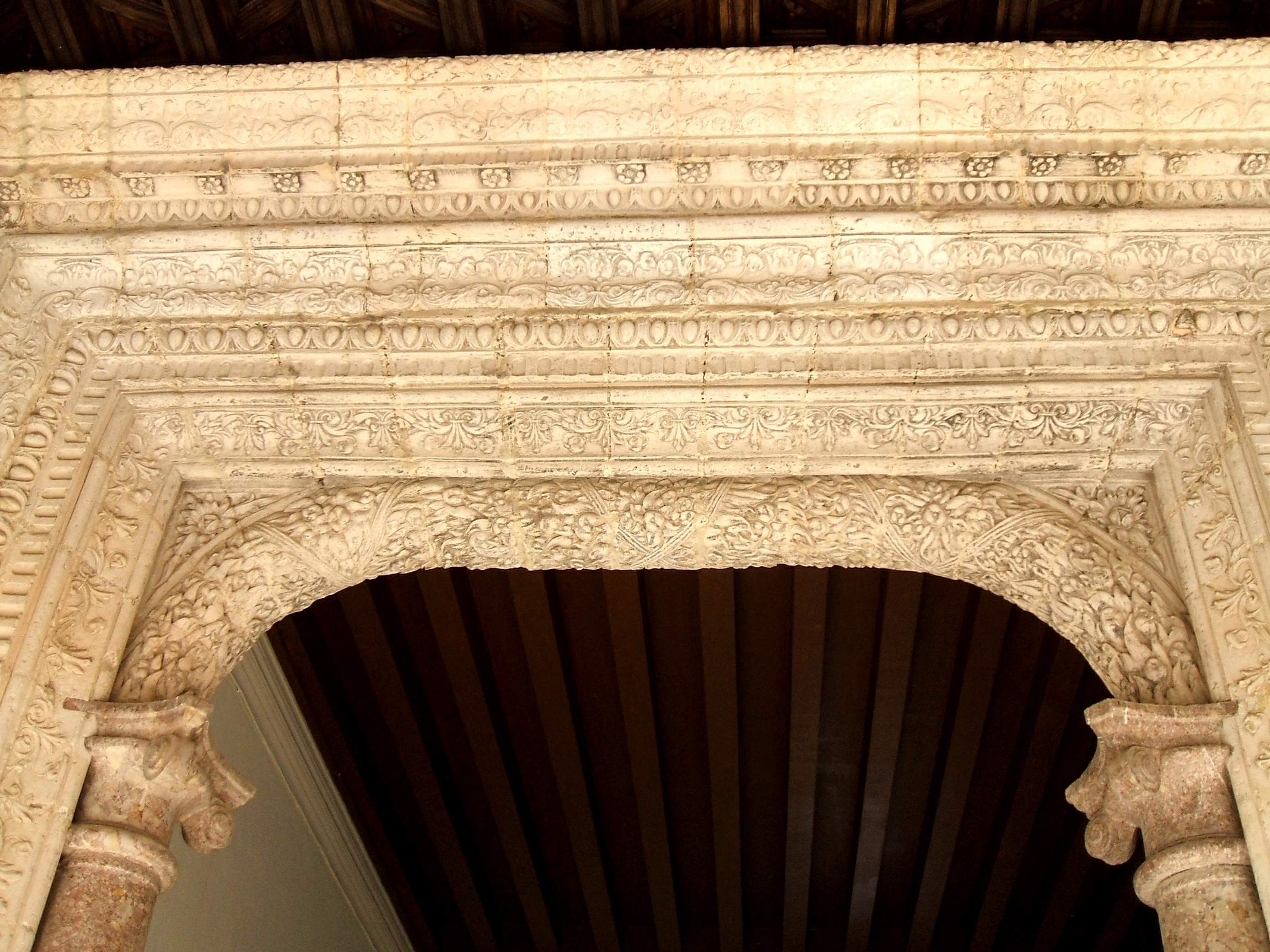
Palast von Peñaranda de Duero

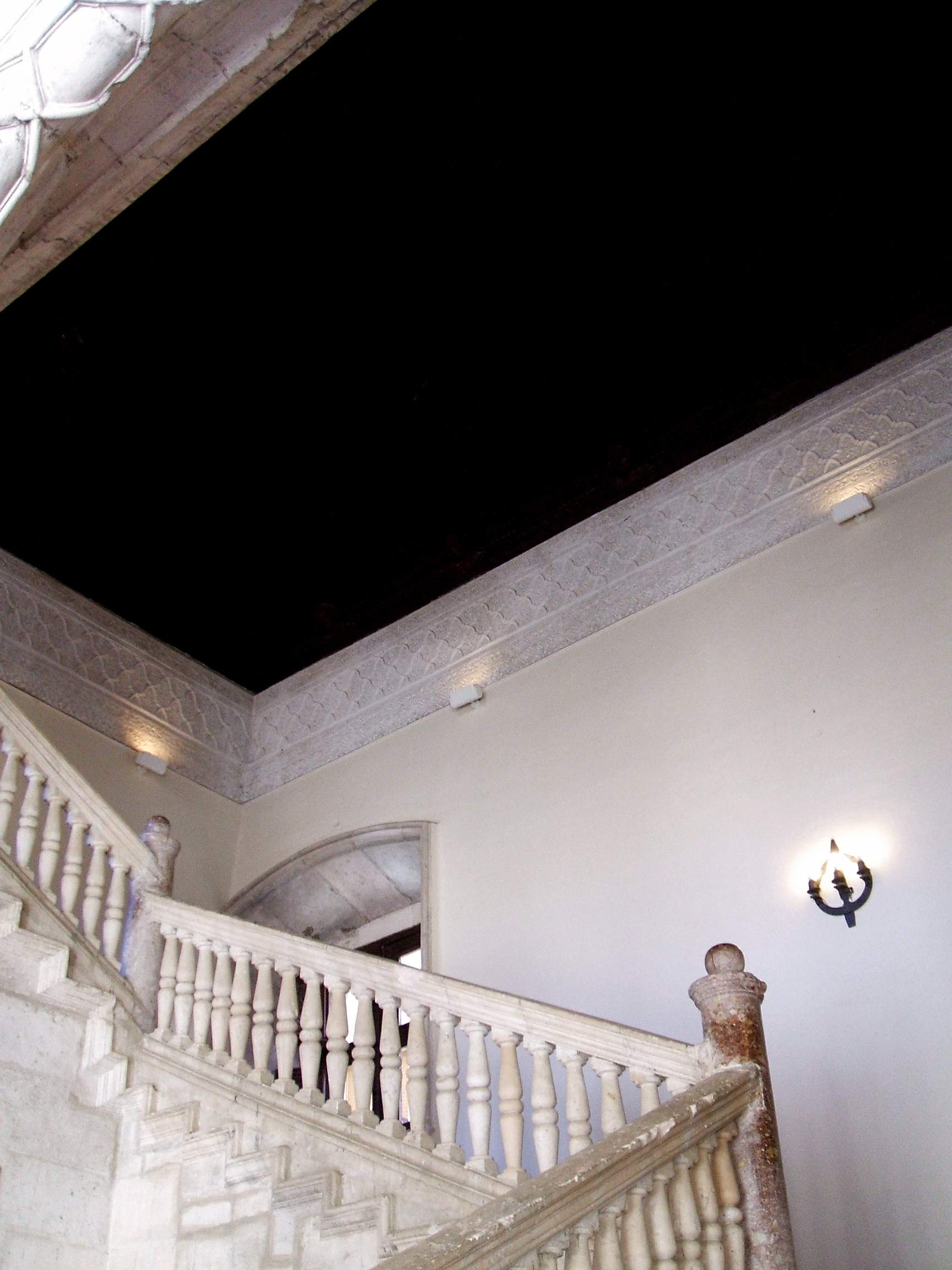
Palast von Peñaranda de Duero

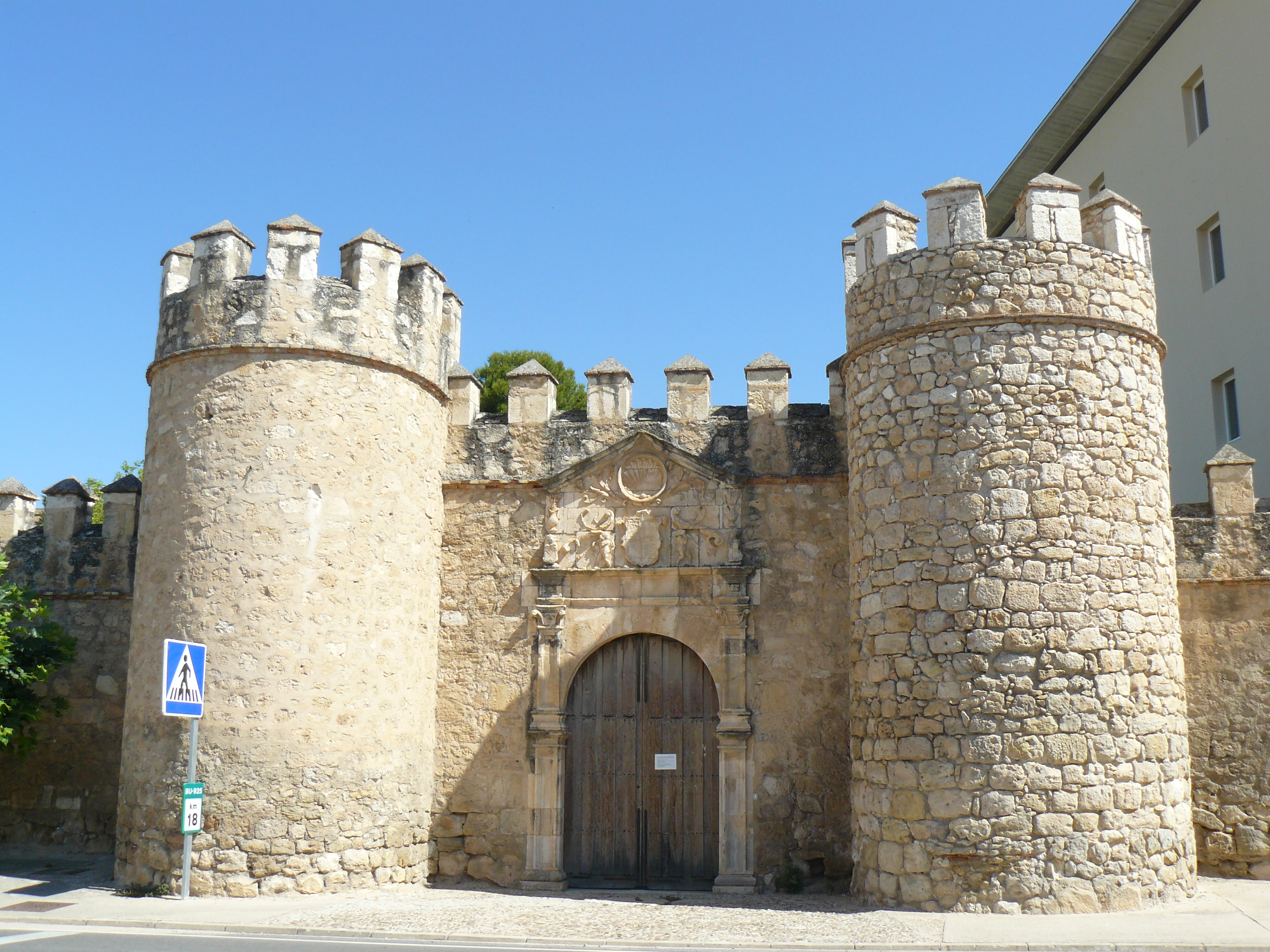
Burg von Peñaranda de Duero, Haupttor

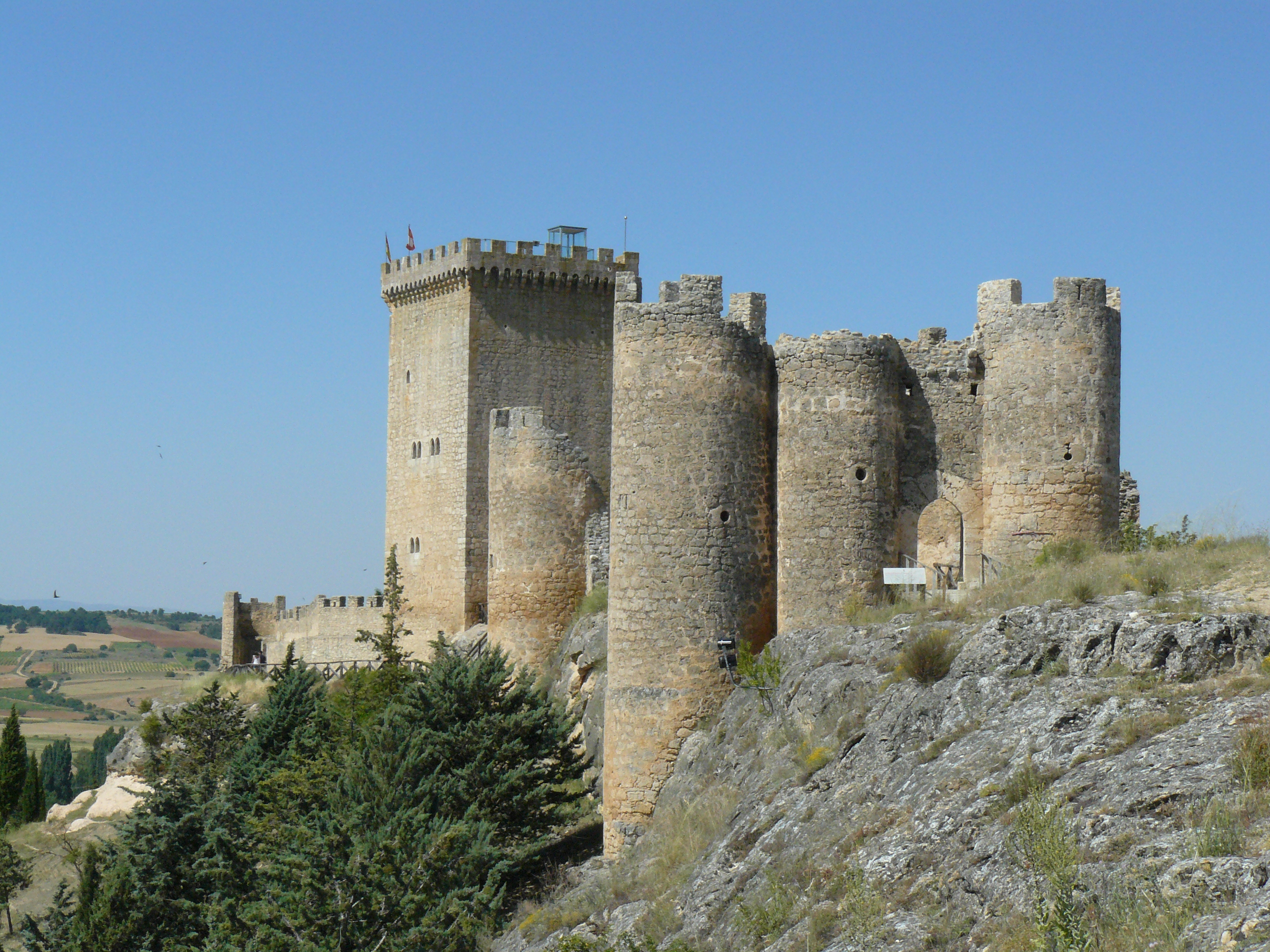
Burg von Peñaranda de Duero

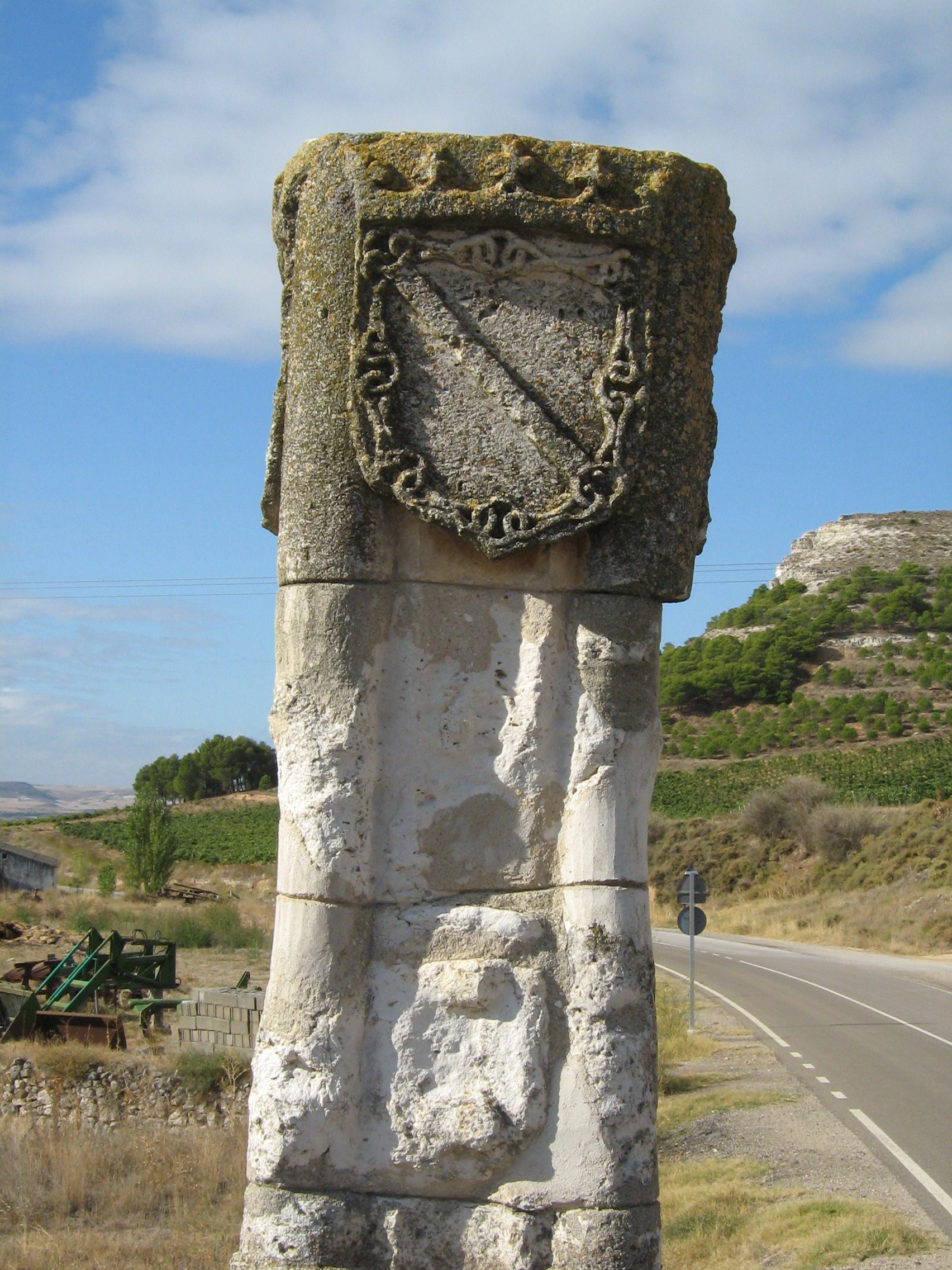
Justiz-Säule des Herren von Curiel de Duero mit dem Wappen von Zúñiga

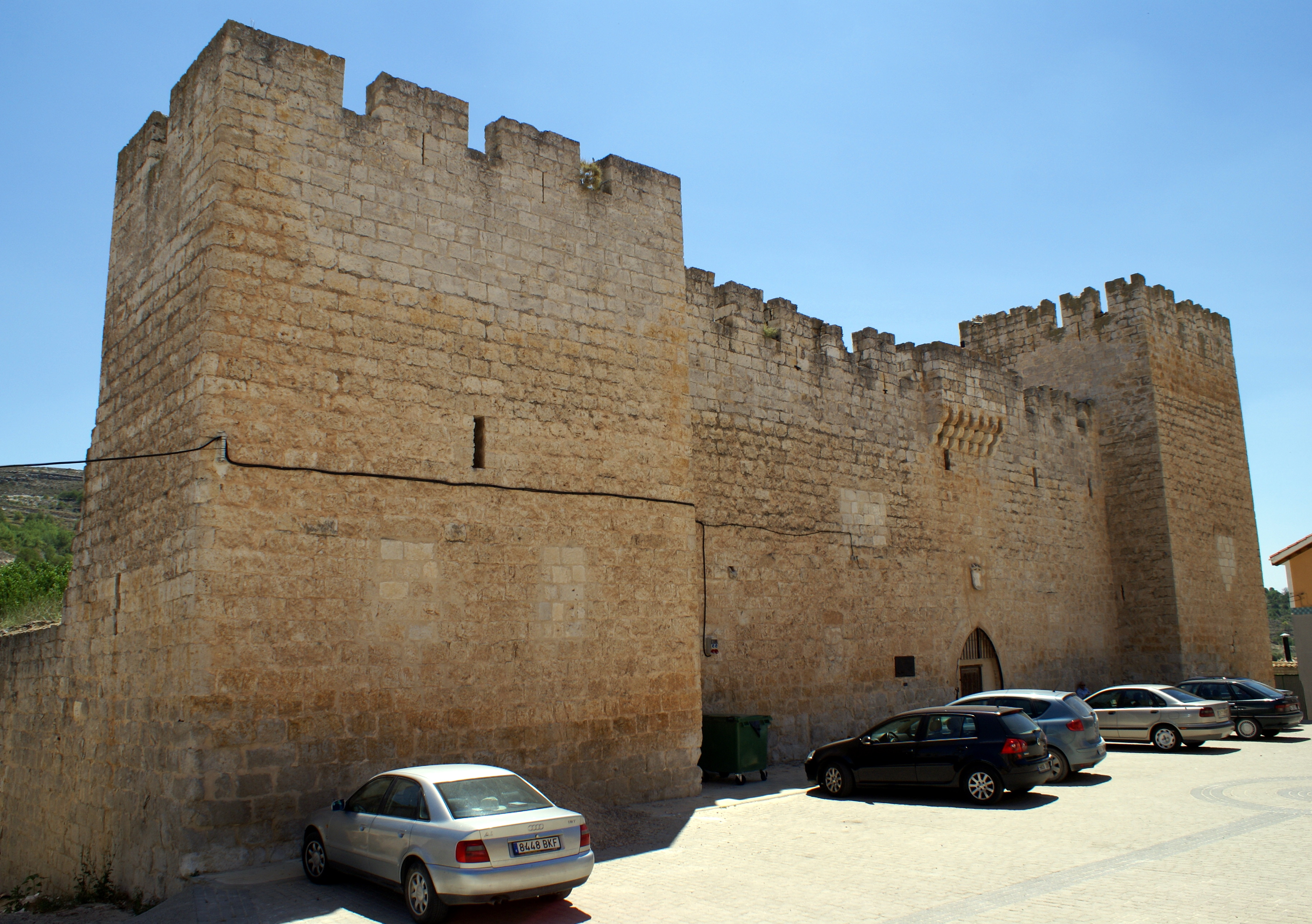
Palast von Curiel de Duero

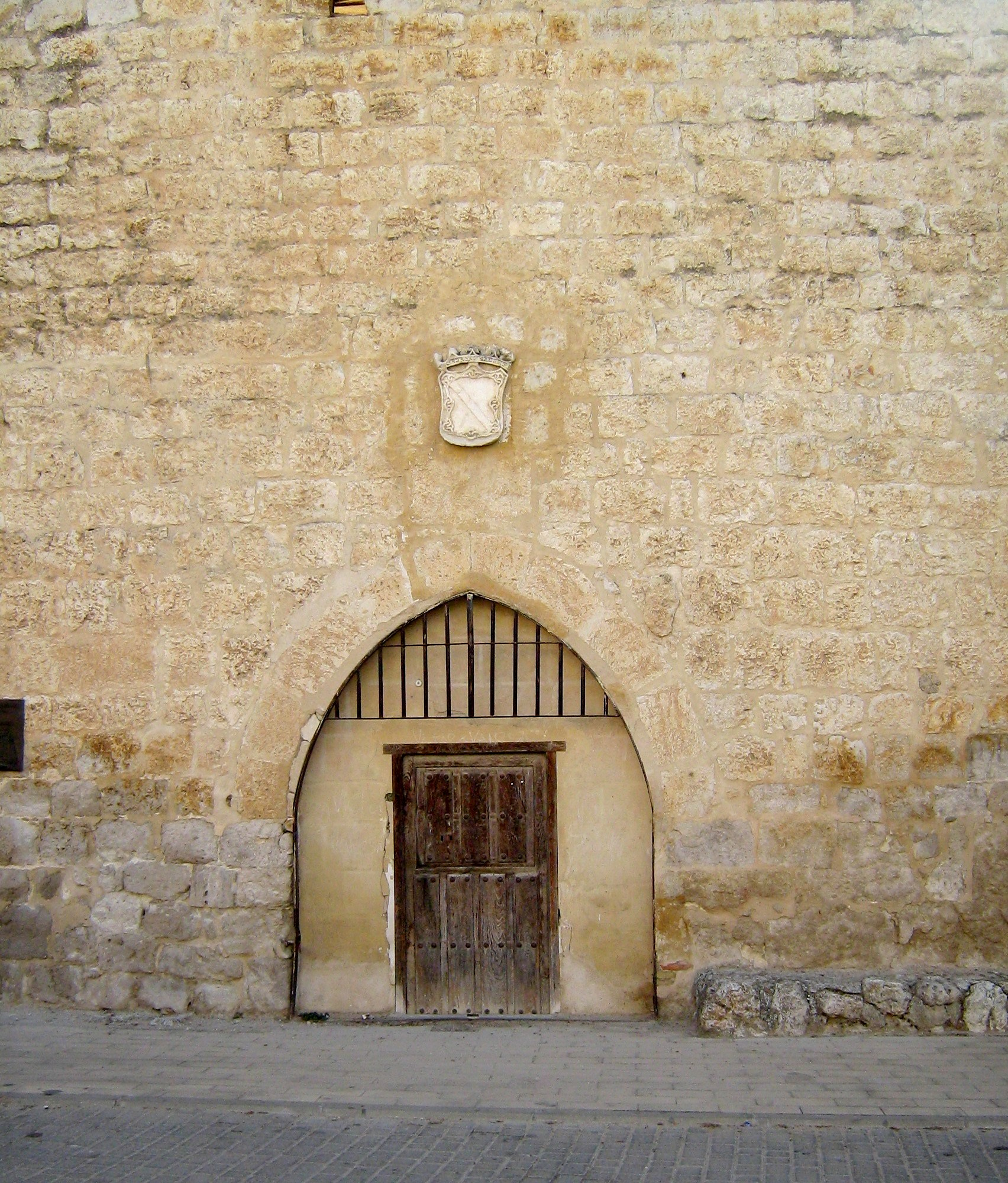
Palast von Curiel de Duero, Haupttor

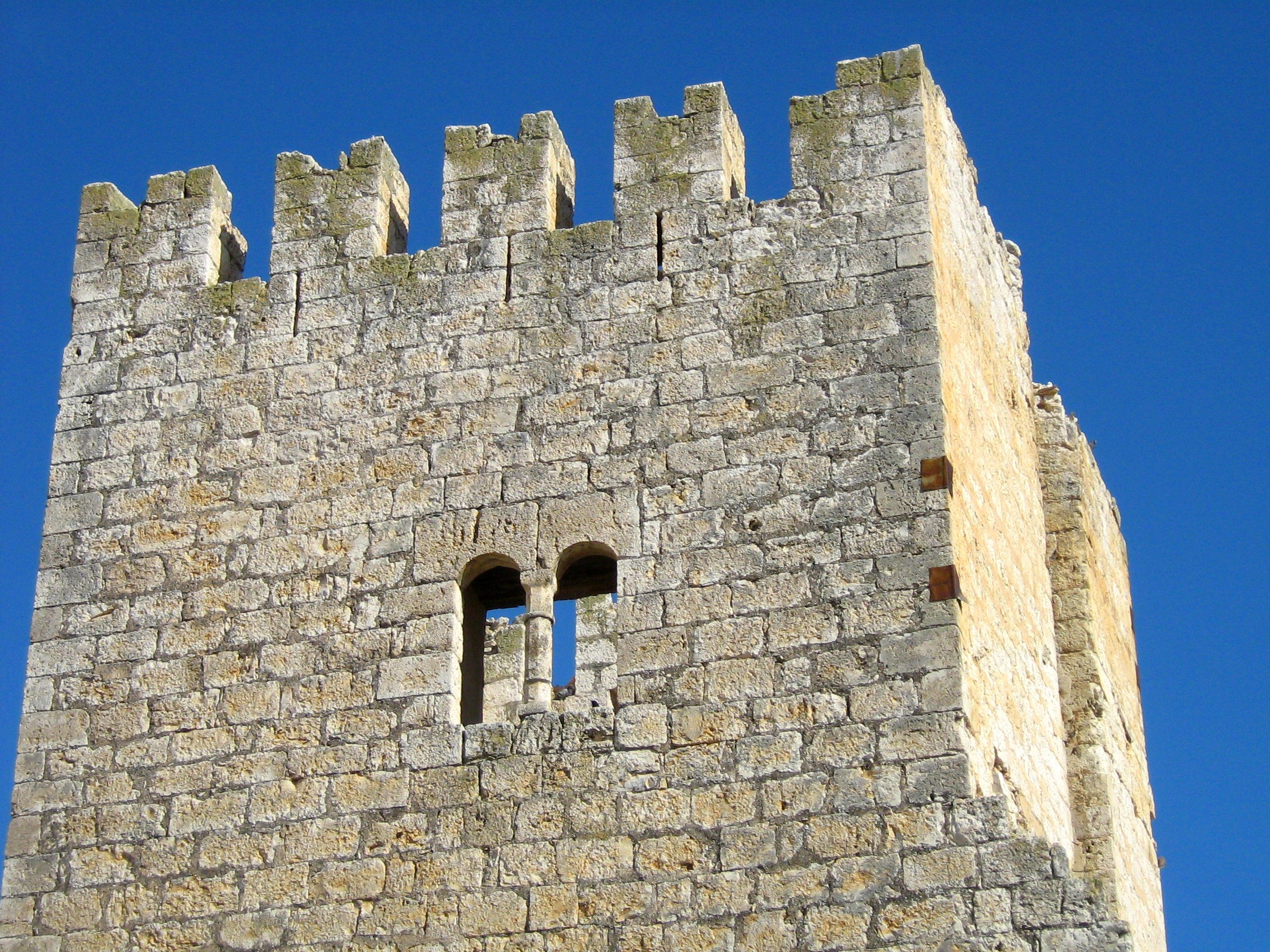
Palast-Turm von Curiel de Duero

Die Mitglieder des Hauses Zúñiga bauten zahlreiche Burgen, Festungen und Paläste in Spanien oder bauten sie wieder auf. Einige dieser Bauten wurden im Laufe der Zeit verlassen, wurden zu Ruinen und dienten der Nachbarschaft als Baumaterial. Derzeit (Jahr 2012) existieren nur die Spuren von einigen ehemaligen Bauten und die Ruinen von anderen. In der nachfolgenden Liste der Bauten werden sie mit (m) markiert.
Auch haben sie prächtige Paläste bauen lassen, als Mäzenen der Künstler seiner Zeit (Renaissance, Barock), die sich in gutem Erhaltungszustand befinden. Manche davon wurden zu nationalen historischen Denkmälern erklärt.
- Burg von Bañares in Logroño (m)    http://www.banares.org/
- Burg von Clavijo in La Rioja (m)    http://www.ayuntamientodeclavijo.org/
- Burg von Curiel de Duero in Valladolid (m)   https://www.castillodecuriel.com/
- Burg von Galve de Sorbe in Guadalajara (m)   https://www.galvedesorbe.com/
- Burg von Iscar in Valladolid (m)    http://www.villadeiscar.es/
- Burg von Miranda del Castañar in Salamanca (m)          http://www.mirandadelcastanar.com/
- Burg von Monterrey in Verín                          http://www.udc.es/dep/com/castellano/monte/montex.htm
- Burg von Peñaranda de Duero            https://www.peñarandadeduero.es/
- Burg von Polán in Toledo (m)     http://www.pueblos-espana.org/
- Burg von Zúñiga in Zúñiga (m)     http://www.pueblos-espana.org/
- Palast von Aguilafuente in Segovia (m)    https://www.aguilafuenteweb.com/
- Herzogspalast in Béjar      https://www.i-bejar.com/
- Palast am Wald in Béjar     https://www.aytobejar.com/
- Palast des Grafen von Miranda in Peñaranda de Duero         https://www.peñarandadeduero.es/
- Palast von Curiel de Duero in Valladolid   https://www.castillodecuriel.com/
- Palast des Marquises von Mirabel in Plasencia   http://www.aytoplasencia.es/
- Palast von Mirabel in Mirabel, Plasencia   https://www.mirabel.es/
- Palast von Monterrey in Salamanca    https://www.aytosalamanca.es/
- Palast von Villamanrique in Villamanrique de la Condesa http://www.ayto-villamanrique.es/
- Palast von Zalamea in Cáceres            http://www.zalamea.dip-badajoz.es/
- Palast der Zúñiga in Valladolid (m)    http://www.valladolidturismo.com/
- Turm von Torremontalbo in La Rioja    http://www.pueblos-espana.org/